# پین (اکلاهما)
پین (به انگلیسی: Payne) یک منطقهٔ مسکونی در ایالات متحده آمریکا است که در شهرستان مک‌کلین، اکلاهما واقع شده‌است.